# Gare de Dunstable
La gare de Dunstable, aussi appelée Dunstable Church Street, est une ancienne gare d'Angleterre située sur la ligne de la Great Northern Railway,,,, et qui desservait la ville de Dunstable dans le Bedfordshire. Elle a été en activité de 1858 à 1965. La baisse du trafic de passagers et la diminution du transport de fret ont entrainé sa fermeture aux passagers en 1965 et aux marchandises en 1964, dans le cadre des Beeching cuts.
Le site de la gare est réutilisé depuis 2013 par le service d'autobus guidé Luton to Dunstable Busway (en).

## Situation ferroviaire

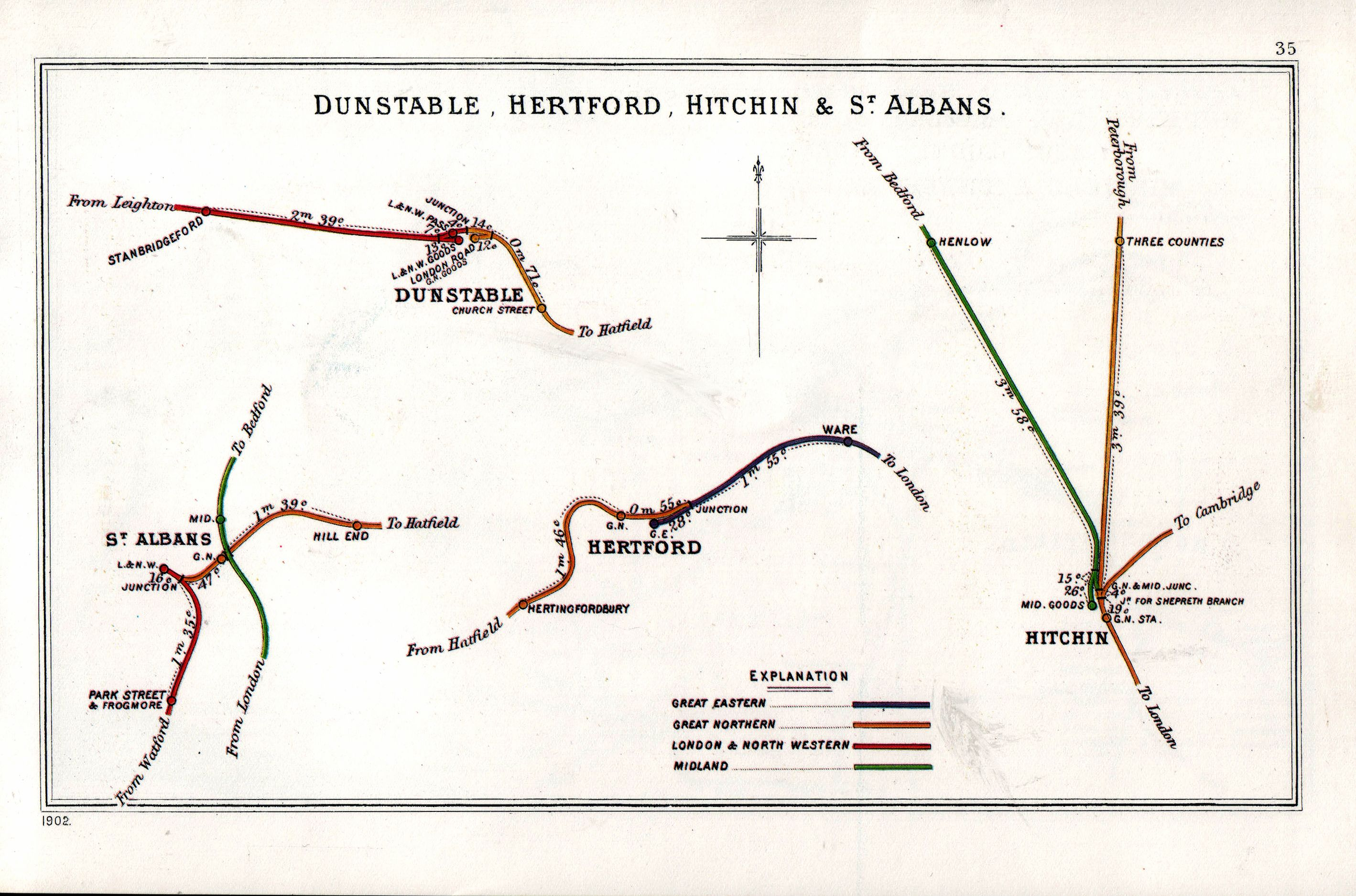
Plan de la situation ferroviaire au début des années 1900.

## Histoire
Le Luton, Dunstable and Welwyn Junction Railway (en) a été autorisé le 16 juillet 1855 à construire 9 kilomètres supplémentaires pour rejoindre la ligne Great Northern Railway (GNR) à Digswell (en). Cette ligne devait se brancher près de la gare de Dunstable nord (en) du London and North Western Railway (LNWR), traverser l'actuelle route A5 et atteindre une deuxième gare sur Church Street,,,. La ligne a ouvert entre Dunstable et Luton pour la circulation de marchandises le 5 avril 1858, et pour les passagers le 3 mai,,,. Les trains ont été exploités pendant 2 ans par le London and North Western Railway (LNWR), puis par le GNR jusqu'à son rachat de la ligne le 12 juin 1861,,,,,.
La gare est ouverte sur Church Street à Dunstable,,,,,, c'est d'ailleurs pourquoi elle est souvent appelée Dunstable Church Street. En tout état de cause, la gare a peut-être ouvert à la suite de l'échec du London and North Western Railway (LNWR) et du Great Northern Railway (GNR) de convenir des conditions pour une gare commune à Dunstable. La gare était une structure simple en bois construite avec une plate-forme unique qui se révéla inapte à gérer le trafic de la ligne et qui a généré bientôt de nombreuses plaintes des passagers,. Le GNR a proposé de reconstruire la gare pour qu'elle puisse aussi être utilisée par le LNWR, mais les exigences de celle-ci ont fait capoter le projet. Il y a eu un incendie en septembre 1871, une structure plus permanente a été fournie pour un coût de 1 500 £ (finalement 120 000 £ en 2016),.
La nouvelle gare avait aussi une plate-forme unique qui se trouvait sur le côté juste au-dessus de l'actuelle route A505 (en),. Le bâtiment principal de la gare comprend deux étages : le bureau d'entrée et les principales installations de la gare. À la suite de l'extension de la plate-forme en novembre 1890, une boîte de signal était située sur la plate-forme,, la boîte de signal est restée en service jusqu'au 22 juillet 1934,,.
Le trafic de passagers sur la branche Dunstable de ses dernières années était faible, sauf les jours de marchés, quant à la gare de Dunstable elle a changé de nom en janvier 1927,,,,,,. La ligne Leighton Buzzard a fermé le 1er janvier 1966 et plus aucun train n'est passé après le 17 janvier 1987.

## Patrimoine ferroviaire
La gare de Dunstable et sa plate-forme ont été démantelées après sa fermeture. Bien que son bâtiment soit resté pendant un certain temps. L'ancienne cour de marchandises fut utilisée pour stocker des tubes de pipelines de pétrole et de gaz. Les voies d'évitement ont été déconnectées le 7 mars 1969. Le ferrailleur occupant une partie de la cour des marchandises avait fermé au début des années 1990, permettant au site d'être utilisé comme parking, jusqu'à ce qu'il soit réaménagé pour le logement en 2008. La gare fut « officiellement » fermée le 28 mars 1991. Cela a permis à un dernier train de voyageurs de circuler le 17 janvier 1987, sans bien sûr que les passagers soient autorisés à descendre,. La voie a finalement été enlevée à l'automne 2010 pour permettre la construction de la ligne d'autobus guidé du Luton to Dunstable Busway (en), inauguré en 2013.
Dunstable est actuellement l'une des plus grandes villes du sud de l'Angleterre sans gare.
La gare fait partie des victimes des Beeching cuts immortalisées en 1963 par Flanders and Swann (en) dans leur chanson Slow Train (en).